# Rutland (Ohio)
Rutland és una població dels Estats Units a l'estat d'Ohio. Segons el cens del 2000 tenia 401 habitants.

## Demografia
Segons el cens del 2000, Rutland tenia 401 habitants, 163 habitatges, i 109 famílies. La densitat de població era de 188,8 habitants per km².
Dels 163 habitatges en un 30,7% hi vivien nens de menys de 18 anys, en un 53,4% hi vivien parelles casades, en un 10,4% dones solteres, i en un 33,1% no eren unitats familiars. En el 30,7% dels habitatges hi vivien persones soles el 17,2% de les quals corresponia a persones de 65 anys o més que vivien soles. El nombre mitjà de persones vivint en cada habitatge era de 2,46 i el nombre mitjà de persones que vivien en cada família era de 3,05.
Per edats la població es repartia de la següent manera: un 24,7% tenia menys de 18 anys, un 9,7% entre 18 i 24, un 26,4% entre 25 i 44, un 21,9% de 45 a 60 i un 17,2% 65 anys o més.
L'edat mediana era de 37 anys. Per cada 100 dones de 18 o més anys hi havia 78,7 homes.
La renda mediana per habitatge era de 27.500 $ i la renda mediana per família de 32.917 $. Els homes tenien una renda mediana de 30.500 $ mentre que les dones 11.375 $. La renda per capita de la població era de 13.558 $. Aproximadament el 10,3% de les famílies i l'11,9% de la població estaven per davall del llindar de pobresa.

## Poblacions més properes
El següent diagrama mostra les poblacions més properes.